# Wutka Tamás
Wutka Tamás (Budapest, 1951. március 29. – 2013. december 5.) író, esszéista és kritikus volt.
Édesapja nyomdászként működött és főállásban ő is ezen a pályán tevékenykedett, legtovább a Richter gyógyszergyár üzemében. 1980-ban kezdett publikálni. Utolsó éveiben a Lyukasóra c. lap főmunkatársa volt.

## Könyvei

### Önálló kötetei
- Benedek István. Életrajzi esszé. (1990)
- Minden hiába. Gondolattöredék. (1991)
- Mindent tudunk (1994)
- Búcsúpillantás az irodalomra (2007)

### Közreműködése antológiákban
- Tünemény suhant át Erdély felett. A Nagy Karola-rejtély (1988)
- Pályatükrök. Húsz portré fiatal alkotókról (2008)